# Avadå Band

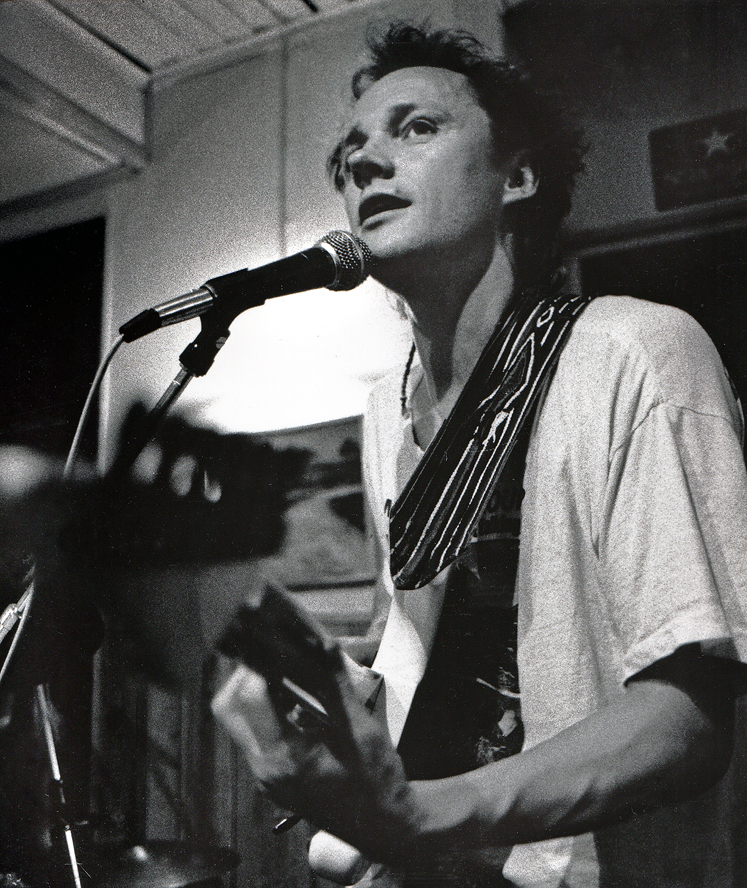
Jens Ulvsand, en av medlemmarna i Avadå Band.

Avadå Band var/är en folkmusikgrupp från Malmö som bildades 1984. Gruppen avvecklades 2006, men har även senare återförenats för enstaka framträdanden.
Avadå Band bildades, i likhet med bland annat Filarfolket, av musikerkollektivet Firma Kalabalik. En rad musiker har under årens lopp ingått i gruppen; under senare år har den bestått av Dan Gisen Malmquist (klarinetter),  Jens Ulvsand (bouzouki, gitarr),  Petra Kvist (fiol), Staffan Kåge (bas) och Johan Hallström (trummor). Bland tidigare medlemmar märks Lars Bomgren, Martin Brandqvist, Martin Landgren, Benny Grinde, Ullik Johansson, Per-Ove Kellgren och Lars Lindkvist. Vid sidan av sin repertoar för vuxen publik har gruppen också ägnat sig åt barnmusik.

## Diskografi
- Avadå Band (Amalthea AM54,  1985)
- Va va de? (Know How Records KHCD 001, 1990)
- Alla barnen (Know How Records KHCD 003, 1993)
- Chateau vadå (Amalthea CDAM 88,  1994)
- Med paraply och brillor: halfdanska sånger (Gammafon GAMM CD 693, 1996)
- Barnens musiktåg (tillsammans med Fröknarna Klack, Häjkån Bäjkån band och Låt & Leklaget, Gammafon GAMMCD 015, 1998)